# Coenosia intacta
Coenosia intacta este o specie de muște din genul Coenosia, familia Muscidae, descrisă de Walker în anul 1853. Conform Catalogue of Life specia Coenosia intacta nu are subspecii cunoscute.